# 리버티 하이드 베일리
리버티 하이드 베일리(Liberty Hyde Bailey, 1858년 3월 15일 ~ 1954년 12월 25일)는 미국의 원예사이자 농촌 생활의 개혁가였다. 그는 미국 원예 과학 협회의 공동 창립자였다.:10–15  진보 시대의 정력적인 개혁가로서 그는 농업 확장 서비스, 4-H 운동, 자연 연구 운동, 소포 우편 및 농촌 전기화를 시작하는 데 중요한 역할을 했다. 그는 농촌 사회학과 농촌 저널리즘의 아버지로 여겨진다.